# Fabiano Souza
Fabiano Souza, właśc. Luiz Fabiano de Souza (ur. 18 marca 1975 w Rubim) – brazylijski piłkarz, występujący na pozycji napastnika.

## Kariera klubowa
Karierę piłkarską Fabiano Souza rozpoczął w klubie Sertãozinho FC w 1992 roku. W 1993 trafił do Juventusu São Paulo. W swoim premierowym sezonie spadł z Juventusem do drugiej ligi stanowej (po roku do niej Juventus powrócił). W 1994 wystąpił z Juventusem w rozgrywkach Campeonato Brasileiro Série C, w których klub z São Paulo zajął wysokie 9. miejsce. Dobra gra Fabiano szybko została zauważona i latem 1996 trafił do pierwszoligowego SC Internacional. W Internacionalu 2 października 1996 w wygranym 4-1 meczu z CR Vasco da Gama Fabinho zadebiutował w lidze brazylijskiej.
W Internacionalu grał 6 lat (z krótką przerwę na wypożyczenie do São Paulo w 2001) i zdobył w tym czasie dwukrotnie mistrzostwo stanu Rio Grande do Sul – Campeonato Gaúcho w 1997 i 2002. W 2002 występował w Santosie FC. 8 września 2002 w zremisowanym 2-2 meczu z Athletico Paranaense Fabiano wystąpił po raz ostatni w lidze. Ogółem w latach 1996–2002 rozegrał w lidze brazylijskiej 100 spotkań, w których zdobył 11 bramek. Dzięki dwóm występom w sezonie Fabiano Souza zdobył mistrzostwo Brazylii w 2002. W 2003 miał epizod w portugalskim klubie Académica Coimbra, lecz nie rozegrał tam żadnego meczu. W 2004 występował w Kolumbii w Atlético Nacional, w 2005 w Ekwadorze w Olmedo Riobamba, a w 2007 w Katarze w Al-Mesaimeer. Karierę zakończył w 2011 w występującym w drugiej lidze stanowej Rio Grande do Sul – Uniao Frederiquense.

## Kariera reprezentacyjna
Fabiano Souza występował w olimpijskiej reprezentacji Brazylii. W 1995 roku uczestniczył w Igrzyskach Panamerykańskich w Mar del Plata na których Brazylia odpadła w ćwierćfinale. Na turnieju Fabiano był rezerwowym i nie wystąpił w żadnym meczu.